# 土市镇
土市镇，原为土市乡，是中华人民共和国湖南省永州市蓝山县下辖的一个乡镇级行政单位。2015年11月18日，土市乡改设为土市镇。

## 行政区划
土市镇下辖以下地区：
三广村、道福村、廷岗村、郑家村、六村、高家村、洪观村、均田村、贺家村、坦头村、德会村、泉塘村、塔溪村、塔黄村、大方村、八五村、神山村、上陈村、汪田村、涩源村、岐山村、土市村、上泉洞村、红石村、洞头村、古院村、爻山村、社背村、锡楼村、新村、马袅村、四村、下陈村、埠头村、蒋家村、车冲村、东车村、新安村和西江村。